# 상주 석조천인상
상주 석조천인상(尙州 石造天人像)은 경상북도 상주시 상주박물관에 있는 남북국 시대 신라의 유물이다. 
1980년 6월 11일 대한민국의 보물 제661호 상주 석각천인상(尙州 石刻天人像)으로 지정되었다가, 2010년 8월 25일 현재의 명칭으로 변경되었다.

## 개요
보호각 밖에 있는 연화대석(蓮花臺石)과 석탑재(石塔材) 등과 함께 상주시 남성동 용화전 안에 있던 것을 1982년 10월 남산공원(신봉동 산2-1번지)로 옮긴 후, 2007.06.20일자로 상주박물관에 옮겨 보관하고 있다. 
화강암질의 넓은 돌 2장에 높이 1.27m의 주악상(奏樂像)과 높이 1.23m의 공양상(供養像)을 도드라지게 조각하였다. 
주악상은 왼쪽을 향하여 비파(琵琶)를 타고 있는 모습으로, 화관을 쓴 머리는 앞으로 숙이고 한 발을 앞으로 내밀어 유연한 자세를 취하고 있다. 연주하는 자태는 약간 미소를 머금은 단아한 표정이며, 비파를 타는 두 손의 표현은 섬세하고 사실적이다. 어깨에 걸친 옷은 바람에 날리듯이 좌우로 구불거리며 흩날려서 매우 율동적이다. 아랫도리에는 주름이 져 있으며, 윗도리 속에서부터 늘어지는 끈이 좌우로 바람에 날리듯 표현되었다.
공양상은 오른손으로 연꽃 봉우리를 받쳐들고 오른쪽을 향해 있는 모습을 표현하였는데, 자연스럽고 동적으로 묘사되었다. 
두 석상이 어디에 쓰였던 것인지 알 수는 없으나, 옷차림은 당시 복식(服飾) 연구의 중요한 자료가 되며, 만들어진 연대는 8세기경으로 추정된다.

## 갤러리

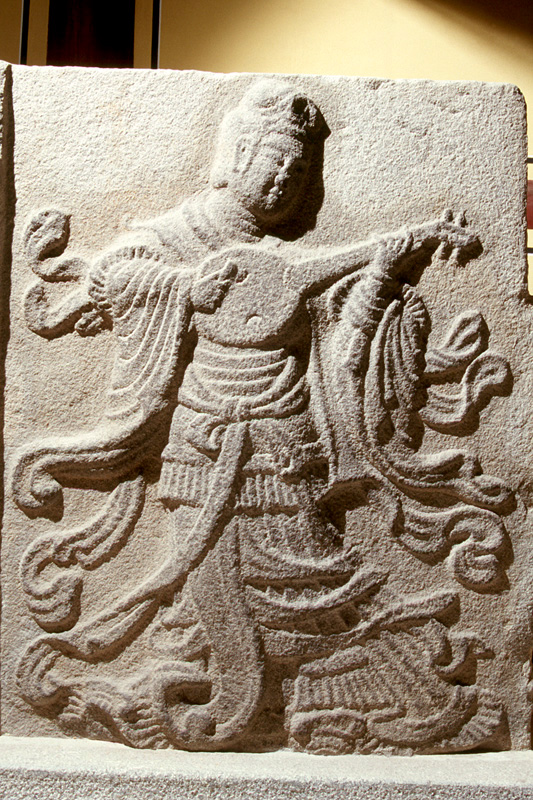
천인상 중 비파을 연주하는 주악상
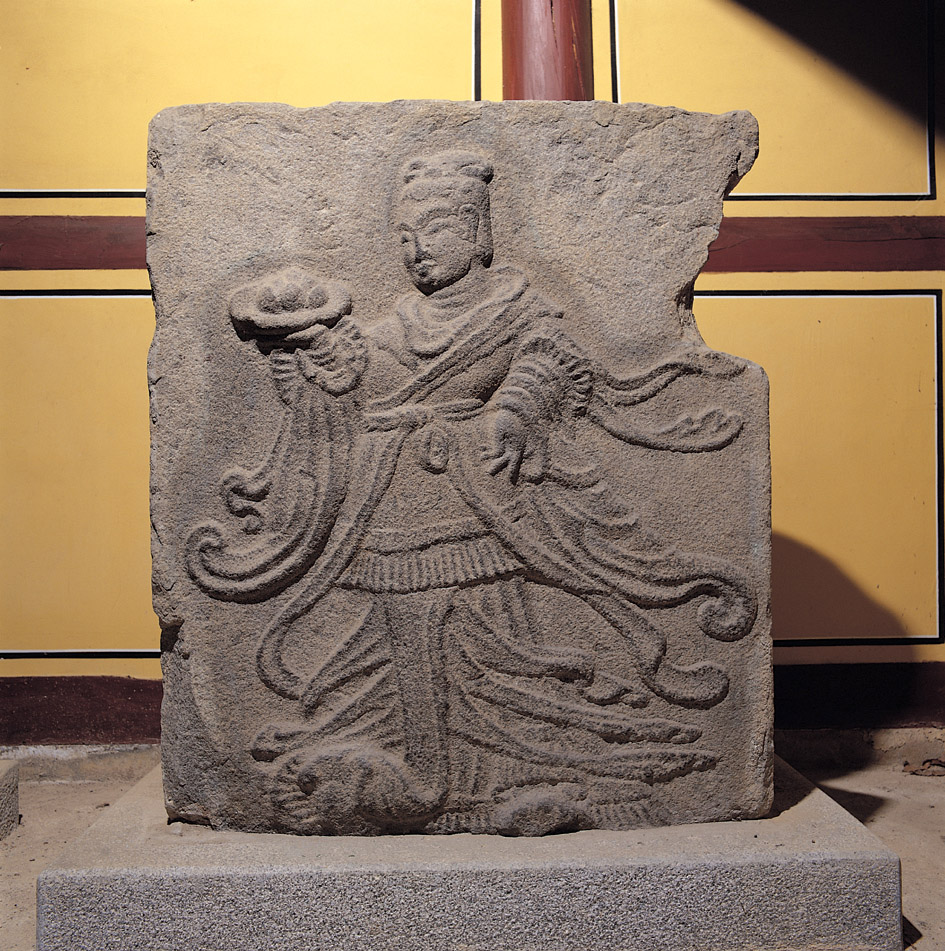
천인상 중 쟁반에 연꽃을 받들어 올리는 공양상
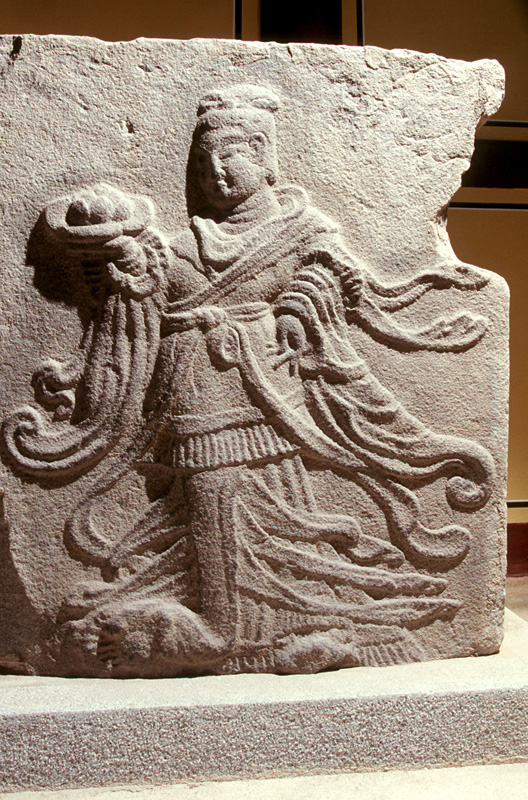
천인상 중 쟁반에 연꽃을 받들어 올리는 공양상

## 참고 자료
- 상주 석조천인상 - 국가유산청 국가유산포털